# Міллер-Коув (Техас)
Міллер-Коув (англ. Miller's Cove) — місто (англ. town) в США, в окрузі Тайтус штату Техас. Населення — 71 особа (2020).

## Географія
Міллер-Коув розташований за координатами 33°9′19″ пн. ш. 95°6′55″ зх. д. / 33.15528° пн. ш. 95.11528° зх. д. (33.155283, -95.115167).  За даними Бюро перепису населення США в 2010 році місто мало площу 0,43 км², з яких 0,42 км² — суходіл та 0,01 км² — водойми.

## Демографія
Згідно з переписом 2010 року, у місті мешкало 149 осіб у 36 домогосподарствах у складі 31 родини. Густота населення становила 344 особи/км².  Було 38 помешкань (88/км²).
Расовий склад населення:
| - 71,8 % — білих - 1,3 % — чорних або афроамериканців - 0,7 % — корінних американців - 26,2 % — осіб інших рас |

До двох чи більше рас належало 0,0 %. Частка іспаномовних становила 85,2 % від усіх жителів.
За віковим діапазоном населення розподілялося таким чином: 44,3 % — особи молодші 18 років, 53,0 % — особи у віці 18—64 років, 2,7 % — особи у віці 65 років та старші. Медіана віку мешканця становила 22,5 року. На 100 осіб жіночої статі у місті припадало 79,5 чоловіків;  на 100 жінок у віці від 18 років та старших — 88,6 чоловіків також старших 18 років.
Медіана доходів становила 23 000 доларів для чоловіків та 16 875 доларів для жінок. За межею бідності перебувало 55,8 % осіб, у тому числі 75,6 % дітей у віці до 18 років та 0,0 % осіб у віці 65 років та старших.
Цивільне працевлаштоване населення становило 62 особи. Основні галузі зайнятості: виробництво — 37,1 %, роздрібна торгівля — 21,0 %, науковці, спеціалісти, менеджери — 16,1 %, будівництво — 11,3 %.